# Nor noctilucent

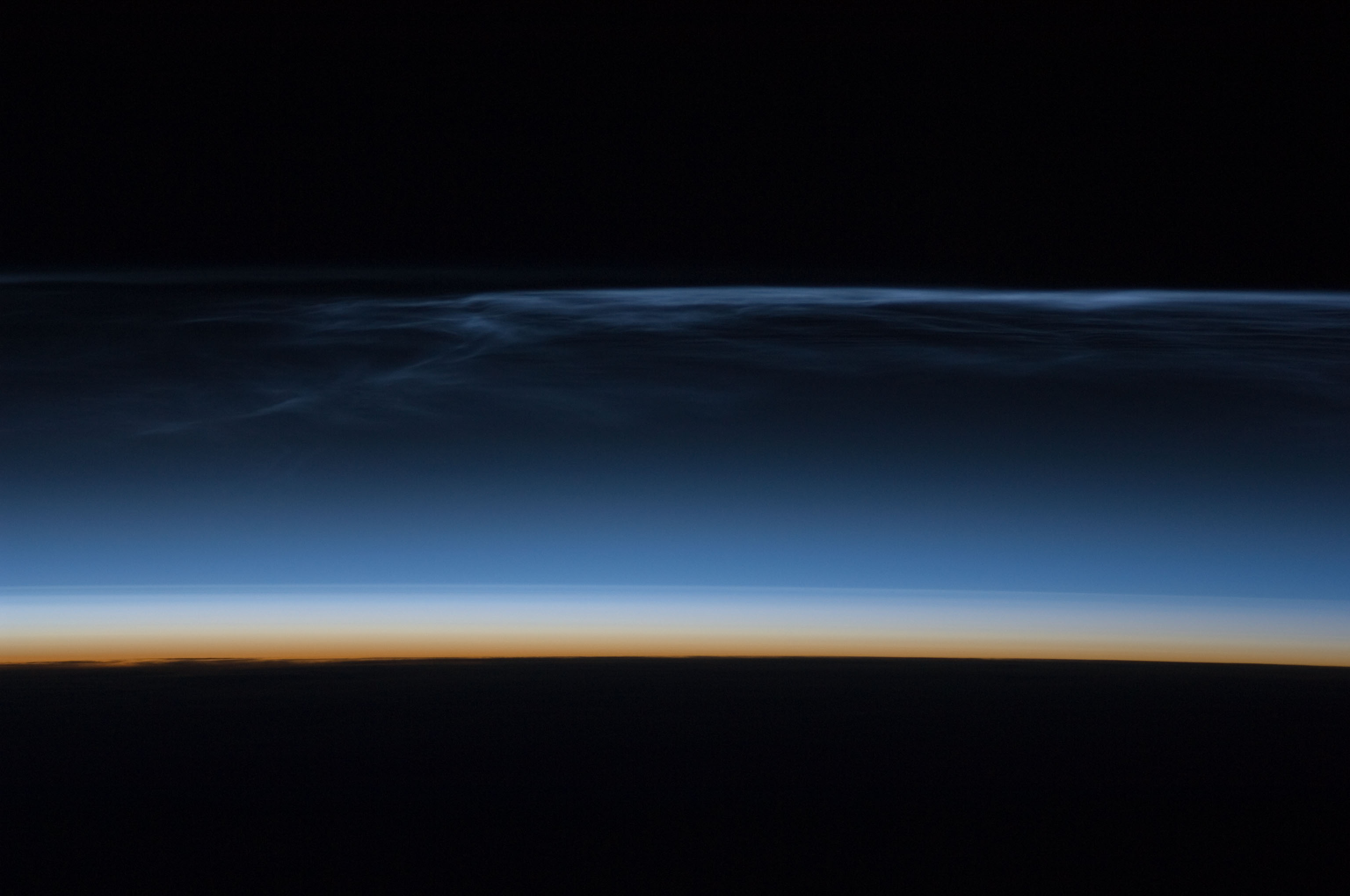
Nori noctilucenți fotografiați de echipajul Stației Spațiale Internaționale

Norii noctilucenți, norii argintii sau norii mezosferici polari sunt nori de mare altitudine care strălucesc la crepuscul în nuanțe argintii. Norii noctilucenți se formează la altitudini între 80 și 85 km și pot fi observați de la latitudini cuprinse între 50 și 65 grade în lunile de vară, iunie-iulie pentru emisfera nordică și decembrie-ianuarie în emisfera sudică.
Fenomenul a fost observat pentru prima dată în 1885, după erupția vulcanului Krakatau din 1883. Se presupune că norii noctilucenți ar putea fi formați din particule fine de gheață și cristale de metan. Aparițiile din ce în ce mai dese au fost puse pe seama fenomenului încălzirii globale, gazele cu efect de seră conducând la creșterea temperaturii la sol, dar la scăderea temperaturii în zonele cele mai înalte ale atmosferei. 
Un studiu efectuat de către o echipă a Institutului Leibniz de Fizica Atmosferei al Universității din Rostock, Kühlungsborn, Germania, în perioada 2010 - 2013, susține că apariția norilor ar putea fi influențată de temperatura de la sol și de curenții de aer polari de mare altitudine.